# Кондратенко Геннадій Петрович
Генна́дій Петро́вич Кондра́тенко (рос. Кондратенко, Геннадий Петрович); (1920–1999) — український радянський вчений, мікробіолог, доктор медичних наук (1970), професор (1971), заслужений діяч науки Української РСР (1980), ректор Донецького Державного Медичного Інституту (1965–1985), завідувач кафедри мікробіології, вірусології і імунології (1966–1991).

## Біографія
Народився 14 вересня 1920 році у м. Маріуполі Донецької області в сім'ї робітника. В 1937 році поступив в |Сталінський (нині Донецький) медичний інститут. В 1941 році після закінчення 4 курсу пішов добровольцем на фронт. Під час Великої вітчизняної війни служив молодшим, старшим лікарем полку, ординатором, старшим ординатором і завідувачем хірургічним (газово- гангренозним) відділенням хірургічного польового рухомого госпіталю першої лінії. У складі частин Південного, Південно-Західного, 3-го Українського фронтів радянської Армії брав участь у визволенні від фашистських загарбників південь Росії, України, Молдавії, Румунії, Болгарії, Югославії, Угорщини, Австрії.
Після демобілізації з Радянської Армії з 1946 р. працює в Сталінському медичному інституті. З 1946 по 1947 — асистент кафедри біології, з 1947 по 1950 р.р. — Аспірант, з 1950 р. — асистент, з 1954 р. — доцент, з 1966 по 1990 р.р. — Завідувач кафедри мікробіології, вірусології та імунології, а з 1991 по 1999 и — професор цієї ж кафедри.
У 1952 році захистив кандидатську дисертацію, а в 1970 році — докторську. В 1955 році присвоєно вчене звання доцента, в 1971 році — професора. В 1980 році йому присвоєно почесне звання «Заслужений діяч науки УРСР».
Від 1952 по 1957 роки — голова профспілкового комітету співробітників інституту, з 1957 по 1964 роки — проректор з навчальної роботи, а з 1965 по 1985 — ректор Донецького державного медичного інституту.
За час роботи на керівних посадах зміцнилася матеріальна база інституту. Поліпшилася навчально-методична, наукова, лікувальна та винахідницька діяльність. Були досягнуті значні успіхи в підготовці науково- педагогічних і лікарських кадрів. Побудовано санітарно- гігієнічний, стоматологічний і спортивний корпуси, ЦНІЛ, 7 гуртожитків на 4177 місць, їдальня на 515 посадочних місць, створені санаторний — профілакторій на 100 місць і спортивно-оздоровчий табір «Сонячний» на березі річки Сіверський Донець. Відкрито педіатричний, санітарно- гігієнічний та стоматологічний факультети, факультет удосконалення лікарів, підготовче відділення. У 1968 році для професійної орієнтації школярів відкритий університет «Юний медик».
З 1973 року інститут готував лікарські кадри для зарубіжних країн (Європа, Азія, Африка, Латинська Америка). З невеликого медичного інституту він перетворився на найбільший багатопрофільний і один з найкращих медичних вузів в колишньому СРСР. За успіхи в роботі інститут неодноразово нагороджувався грамотами Міністерства охорони здоров'я СРСР і УРСР, Дипломом Ради Міністрів СРСР і ВЦРПС, Почесною Грамотою Президії Верховної Ради УРСР.
Професор Г. П. Кондратенко — вчений- мікробіолог різнобічних наукових інтересів. Своїми працями він вніс вагомий внесок у розробку фундаментальних проблем медицини і створив Донецьку наукову школу мікробіологів. Під його керівництвом виконані і успішно захищені 5 докторських і 18 кандидатських дисертацій. Він є автором 5 монографій, 320 наукових робіт, 26 винаходів і 29 раціоналізаторських пропозицій.
Багато роботи професора Г. П. Кондратенко присвячені різним проблемам педагогіки вищої школи. Під його керівництвом була написана й видана книга « Завдання для самостійної роботи студентів з курсу загальної та приватної мікробіології», яка отримала високу оцінку колективів кафедр мікробіології нашої країни. Розроблена і видана програма з викладання імунології в медичних вищих навчальних закладах. На кафедрі мікробіології був створений унікальний у країнах СНД навчальний музей.
Під науковим керівництвом професора Г. П. Кондратенко сформовано науковий напрям з вивчення сальмонельозного бактеріоносійства. Були отримані нові дані про патогенез цього захворювання, розроблені оригінальні методи діагностики та лікування. Широку популярність здобули дослідження, присвячені вивченню етіології, патогенезу, лабораторної діагностики та лікування неспецифічних захворювань легенів, а також профілактики і лікування гнійно-септичних захворювань і ускладнень.
Високий авторитет педагога і вченого підтверджений участю професора Г. П. Кондратенко в роботі Ради по вищій медичній школі при Міністерстві охорони здоров'я СРСР, проблемної комісії з медичної мікробіології АМН СРСР, центральної навчально- методичної комісії з мікробіології при головному управлінні навчальних закладів Міністерства охорони здоров'я СРСР.
Професор Г. П. Кондратенко неодноразово обирався головою правління обласного наукового товариства імунологів та товариства мікробіологів . Був учасником ВДНГ СРСР і УРСР, нагороджений срібною та бронзовою медалями ВДНГ СРСР, дипломами. Професор Г. П. Кондратенко був обраний Почесним членом Українського наукового товариства мікробіологів, епідеміологів та паразитологів ім. Д. К. Заболотного (1991 р.).
Професор Г. П. Кондратенко був делегатом XXIII з'їзду КПРС, XIV, XV і XVI з'їздів профспілок СРСР. З 1963 по 1987 поки — депутат Донецької обласної Ради народних депутатів, голова постійної комісії з охорони здоров'я і соціальному забезпеченню.
За бойові заслуги в роки Великої вітчизняної війни і великі успіхи в організаторській, науково -дослідної, навчально -методичної та виховної роботи в мирний час професор Г. П. Кондратенко нагороджений орденами Вітчизняної війни II ступеня (1985), Червоної Зірки (1945), Трудового Червоного Прапора — двічі (1966, 1971), Знак Пошани — двічі (1961, 1976), 14 медалями і 24 почесними знаками.

## Нагороди та відзнаки
- Орден Вітчизняної війни II ступеня — 1985
- Орден Червоної Зірки — 1945
- Орден Трудового Червоного Прапора — було вручено двічі на 1966, 1971
- Орден «Знак Пошани» — з врученням ордена в 1961, 1976

- Медаль «За відвагу» — 1944
- Медаль «За перемогу над Німеччиною у Великій Вітчизняній війні 1941—1945 рр.» — 1945
- Медаль «За взяття Відня» — 1945
- Медаль «За освоєння цілинних земель» — 1956
- Медаль «20 років перемоги у Великій Вітчизняній війні 1941—1945 рр.» — 1965
- Медаль «50 років Збройних Сил СРСР» — 1968
- Медаль «В ознаменування 100-річчя з дня народження Володимира Ілліча Леніна» — 1970
- Медаль «Ветеран праці» — 1984
- Медаль «30 років перемоги у Великій Вітчизняній війні 1941—1945 рр.» — 1975
- Медаль «60 років Збройних Сил СРСР» — 1978
- Медаль «40 років перемоги у Великій Вітчизняній війні 1941—1945 рр.» — 1985
- Медаль «70 років Збройних Сил СРСР» — 1988
- Ювілейна медаль «50 років Перемоги у Великій Вітчизняній війні 1941—1945 рр.» — 1995
- Медаль Жукова — 1998

- Знак «Шахтарська слава» — I, II і III ступеня (1967, 1970, 1980)

- Медалі ВДНХ — срібна медаль 1983, бронзова медаль 1978